# Чемпионат СССР по волейболу среди мужчин 1940
VII чемпионат СССР по волейболу среди клубных команд ДСО и ведомств проходил с 18 по 22 августа 1940 года в Тбилиси (ГССР).
По результатам отборочных зональных соревнований в финальный турнир вышли 12 команд. Соревнования проведены раздельно для команд I (1—6-е места) и II (7—12-е места) групп.
В финале I группы играли 6 команд из трёх союзных республик: РСФСР («Спартак» Москва, «Спартак» Ленинград, «Учитель» Москва), УССР («Здоровье» Харьков, «Пищевик» Киев), ГССР («Наука» Тбилиси).
Впервые титул чемпиона СССР достался волейболистам из команды «Спартак» Москва, за которую дебютировал девятнадцатилетний Константин Рева.

## Результаты
Все матчи прошли в Тбилиси в парке культуры и отдыха им. С. М. Кирова.
|                        | 1   | 2   | 3   | 4   | 5   | 6   | И | В | П | С/П  | О  |
| ---------------------- | --- | --- | --- | --- | --- | --- | - | - | - | ---- | -- |
| 1. «Спартак» Москва    |     | 2:1 | 2:0 | 2:0 | 2:0 | 2:0 | 5 | 5 | 0 | 10:1 | 10 |
| 2. «Спартак» Ленинград | 1:2 |     | 2:1 | 2:1 | 2:0 | 2:0 | 5 | 4 | 1 | 9:4  | 9  |
| 3. «Наука» Тбилиси     | 0:2 | 1:2 |     | 2:0 | 2:1 | 2:1 | 5 | 3 | 2 | 7:6  | 8  |
| 4. «Пищевик» Киев      | 0:2 | 1:2 | 0:2 |     | 2:1 | 2:0 | 5 | 2 | 3 | 5:7  | 7  |
| 5. «Учитель» Москва    | 0:2 | 0:2 | 1:2 | 1:2 |     | 2:1 | 5 | 1 | 4 | 4:9  | 6  |
| 6. «Здоровье» Харьков  | 0:2 | 0:2 | 1:2 | 0:2 | 1:2 |     | 5 | 0 | 5 | 2:10 | 5  |

## Призёры
«Спартак» (Москва): Евгений Алексеев, Владимир Михейкин, Дмитрий Рахитис, Константин Рева, Семён Фейгин, Владимир Щагин, Дмитрий Ярочкин.
 «Спартак» (Ленинград): Пётр Арешев, Михаил Балазовский, Алексей Барышников, Илья Филановский, Александр Щербин, Анатолий Эйнгорн.
 «Наука» (Тбилиси): Людвиг Авалян, Константин Акопов, Сергей Арахчян, Гиви Ахвледиани, Константин Ломинадзе, Евгений Романин, Э. Цееб, Дмитрий Шилло, Алексей Якушев.
Игроки ленинградского «Спартака» широко применяли удар с первой передачи. Волейболисты «Науки» начали подавать силовую боковую  подачу.  Возросла роль одиночного блока. Сильнейшими индивидуальными блокирующими были А. Аникин, С. Филатов, В. Филиппов (все - Москва), Б. Арефьев («Спартак» Л), А. Якушев («Наука» Тб). Начались попытки использования группового блока («Спартак» М, «Наука» Тб).